# 368
368（三百六十八、さんびゃくろくじゅうはち）は自然数、また整数において、367の次で369の前の数である。

## 性質
- 368は合成数であり、約数は 1, 2, 4, 8, 16, 23, 46, 92, 184, 368 である。
  - 約数の和は744。
    - 88番目の過剰数である。1つ前は366、次は372。
- 9番目の原始擬似完全数である。1つ前は350、次は464。
- 約数の和が368になる数は1個ある。(367) 約数の和1個で表せる76番目の数である。1つ前は364、次は374。
- 各位の和が17になる11番目の数である。1つ前は359、次は377。
- 各位の平方和が109になる最小の数である。次は386。(オンライン整数列大辞典の数列 A003132)
  - 各位の平方和が n になる最小の数である。1つ前の108は666、次の110は259。(オンライン整数列大辞典の数列 A055016)
- 各位の立方和が755になる最小の数である。次は386。(オンライン整数列大辞典の数列 A055012)
  - 各位の立方和が n になる最小の数である。1つ前の754は12229、次の756は39。(オンライン整数列大辞典の数列 A165370)
- 368 = 33 + 53 + 63
  - 3つの正の数の立方数の和1通りで表せる48番目の数である。1つ前は359、次は371。(オンライン整数列大辞典の数列 A025395)
  - 異なる3つの正の数の立方数の和1通りで表せる20番目の数である。1つ前は352、次は371。(オンライン整数列大辞典の数列 A025399)
  - n = 3 のときの 3n + 5n + 6n の値とみたとき1つ前は70、次は2002。(オンライン整数列大辞典の数列 A001579)
  - 368 = (7−1/2)3 + (11−1/2)3 + (13−1/2)3
- 368 = 35 + 53
  - 10番目のレイランド数である。1つ前は320、次は512。
  - n = 5 のときの 3n + n3 の値とみたとき1つ前は145、次は945。(オンライン整数列大辞典の数列 A001585)
  - n = 3 のときの 5n + n5 の値とみたとき1つ前は57、次は1649。(オンライン整数列大辞典の数列 A001593)
- n = 368 のとき n と n + 1 を並べた数を作ると素数になる。n と n + 1 を並べた数が素数になる44番目の数である。1つ前は362、次は378。(オンライン整数列大辞典の数列 A030457)
- 368 = 24 × 23
  - p4 × q の形で表せる9番目の数である。1つ前は304、次は405。(オンライン整数列大辞典の数列 A178739)

## その他 368 に関連すること
- 西暦368年
- 紀元前368年